# Чемпионат Европы по академической гребле 1971

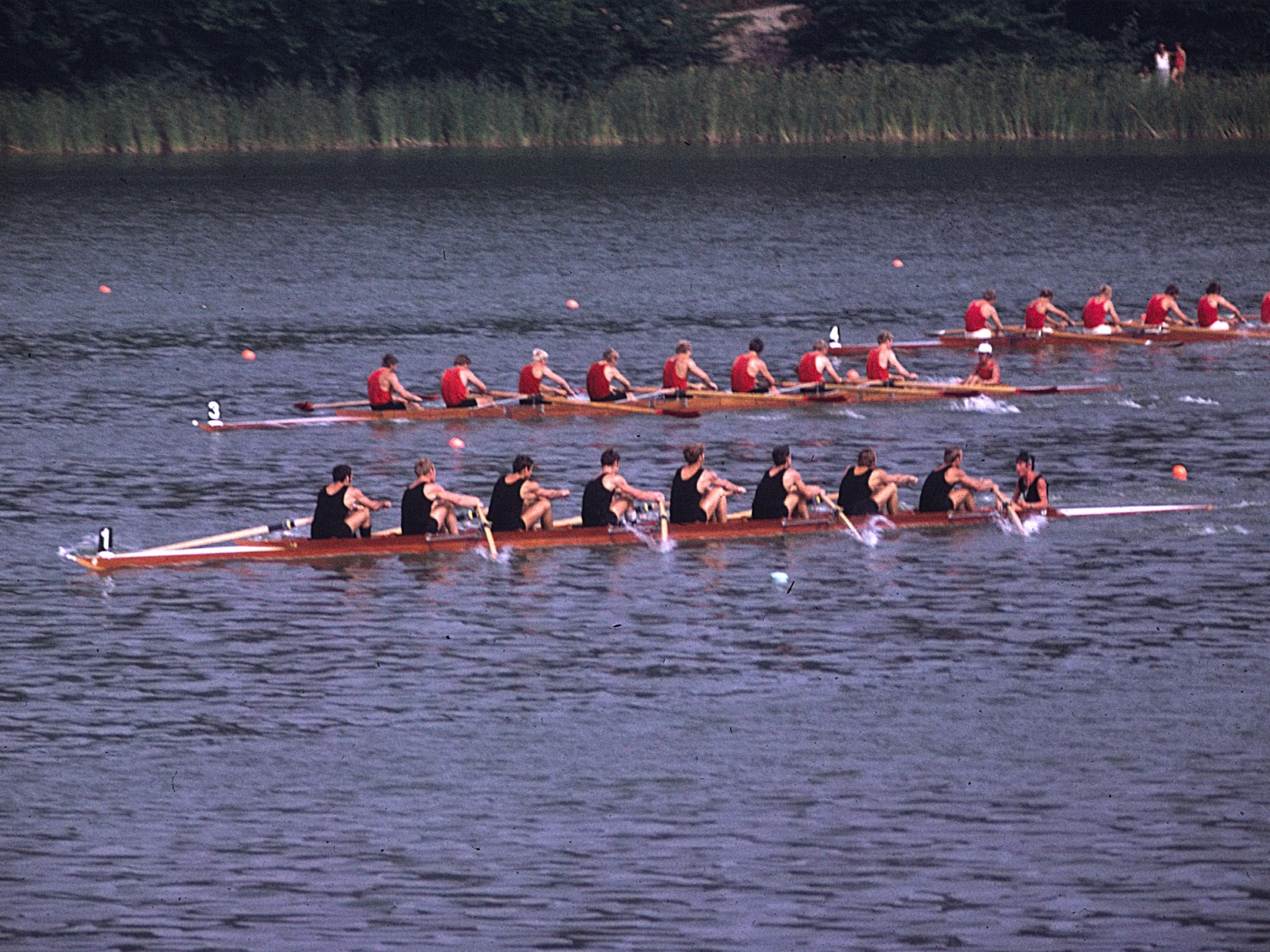
Лидирует восьмёрка из Новой Зеландии

Чемпионат Европы по академической гребле 1971 года проводился на озере Багсверд в Копенгагене (Дания). Сначала с 12 по 15 августа 49 женских экипажей из 17 стран разыграли 5 комплектов наград. Потом с 18 по 22 августа 116 мужских экипажей из 27 стран выявили сильнейших в 7 дисциплинах. Турнир носил статус открытого, и помимо представителей европейских стран в нём участвовали гребцы из государств, расположенных на других континентах.

## Медалисты

### Женщины
| Дисциплина | Золото | Золото  | Серебро | Серебро | Бронза | Бронза  |
| ---------- | --- | ------- | --- | ------- | --- | ------- |
| W1x        | ГДР · Анита Кульке | 4:30,75 | Франция · Анник Антуан | 4:34,66 | ФРГ Эдит Бауман | 4:35,03 |
| W2x        | СССР · Елизавета Кондрашина · Галина Суслина | 4:05,55 | ГДР · Гизела Ягер · Рита Шмидт | 4:08,13 | ФРГ Астрид Холь Бербель Корнхасс | 4:09,55 |
| W4x+       | Румыния · Дойна Бардаш · Элисабета Лазэр · Митана Ботез · Иоана Тудоран · Штефания Борисов (р)                                                                       | 3:48,39 | СССР · Галина Митрохина · Александра Бочарова · Надежда Пронина · Татьяна Раковщик · Людмила Аржаковская (р)                                               | 3:50,92 | Франция · Жозиан Фенье · Жанин Гонно · Жозиан Массиас · Жаклин Кустнер · Мари-Элен Жен (р)                                                                                   | 3:53,14 |
| W4+        | СССР · Алла Кулешова · Ольга Иванова · Татьяна Петрова · Елена Морозова · Анна Сычёва (р)                                                                            | 3:55,77 | Румыния · Дойна Бэлаша · Марьоара Сынгьорзан · Елена Некула · Теодора Бойку · Родика Иордаке (р)                                                           | 3:56,45 | ГДР · Ирмхильд Шульц · Ангелика Ноак · Ингелоре Швайцер · Ирина Мюллер · Кристине Рёш (р)                                                                                    | 3:59,66 |
| W8+        | СССР · Лариса Соцкова · Нина Филатова · Софья Бекетова · Валентина Алексеева · Нина Абрамова · Евдокия Рябова · Валентина Рубцова · Нина Быстрова · Нина Фролова (р) | 3:27,78 | ГДР · Уте Мартен · Ренате Шлензиг · Розель Ниче · Криста Стак · Бригитте Аренхольц · Зузанне Шпитцер · Гунхильд Бланке · Ренате Бёслер · Гудрун Апельт (р) | 3:35,52 | Румыния · Екатерина Транчовяну · Елена Некула · Елена Хорват · Кристель Вьенер · Флорика Петку · Елена Гавлук · Марьоара Константин · Вьорика Линкару · Штефания Борисов (р) | 3:41,38 |

### Мужчины
| Дисциплина | Золото | Золото  | Серебро | Серебро | Бронза | Бронза  |
| ---------- | --- | ------- | --- | ------- | --- | ------- |
| M1x        | Аргентина · Альберто Демидди | 6:57,99 | ГДР · Гёц Дрегер | 7:01,41 | Новая Зеландия · Мюррей Уоткинсон | 7:02,34 |
| W2x        | ГДР · Ханс-Йоахим Бёмер · Ханс-Ульрих Шмид | 6:15,27 | Норвегия · Франк Хансен · Свейн Тёгерсен | 6:15,65 | СССР · Николай Баленков · Геннадий Коршиков | 6:25,20 |
| M2-        | ГДР · Петер Горны · Вернер Клатт | 6:43,40 | Чехословакия · Петр Лакомый · Любомир Заплетал | 6:48,57 | Польша · Ежи Бронец · Альфонс Слюсарский | 6:51,46 |
| M2+        | ГДР · Вольфганг Гункель · Йорг Лукке · Клаус-Дитер Нойберт (р)                                                                                   | 6:56,94 | Чехословакия · Павел Свояновский · Олдржих Свояновский · Петр Крхов (р)                                                                                       | 6:58,43 | СССР · Николай Иванов · Владимир Ешинов · Александр Лукьянов (р) | 6:59,59 |
| M4-        | ГДР · Франк Форбергер · Франк Рюле · Дитер Гран · Дитер Шуберт                                                                                   | 6:00,72 | Норвегия · Свейн Нильсен · Хьелль Йохансен · Том Амундсен · Оле Нафстад                                                                                       | 6:03,59 | ФРГ Вольфганг Плоттке Франц Хельд Петер Фуннекёттер Йоахим Эриг | 6:06,02 |
| M4+        | ФРГ Алоис Бирль Герхард Ауэр Ханс-Йохан Фербер Петер Бергер Уве Бентер (р)                                                                       | 6:12,82 | ГДР · Гарольд Димке · Манфред Шнайдер · Хартмут Шрайбер · Манфред Шморде · Дитер Шварц (р)                                                                    | 6:14,95 | СССР · Анушаван Гасан-Джалалов · Владимир Стерлик · Виктор Суслин · Анатолий Фёдоров · Игорь Рудаков (р)                                                                                 | 6:14,98 |
| M8+        | Новая Зеландия · Гари Робертсон · Тревор Кокер · Атол Эрл · Линдси Уилсон · Джон Хантер · Дик Джойс · Вибо Велдман · Тони Херт · Саймон Дики (р) | 5:33,92 | ГДР · Дитрих Цандер · Ханс-Йоахим Пульс · Экхард Мартенс · Рольф Йобст · Рейнхард Густ · Клаус-Петер Фоппке · Эрнст Борхман · Бернд Арендт · Рейнхард Цан (р) | 5:34,32 | СССР · Миндаугас Вайткус · Беньяминас Нацевичюс · Аполинарас Григас · Тийт Хельмя · Владимир Соловьёв · Владимир Ильинский · Николай Суматохин · Александр Мартышкин · Виктор Михеев (р) | 5:39,74 |

## Командный зачёт
| Место | Страна         | Золото | Серебро | Бронза | Всего |
| ----- | -------------- | ------ | ------- | ------ | ----- |
| 1     | ГДР            | 5      | 5       | 1      | 11    |
| 2     | СССР           | 3      | 1       | 4      | 8     |
| 3     | Румыния        | 1      | 1       | 1      | 3     |
| 4     | ФРГ            | 1      | 0       | 3      | 4     |
| 5     | Новая Зеландия | 1      | 0       | 1      | 2     |
| 6     | Аргентина      | 1      | 0       | 0      | 1     |
| 7     | Норвегия       | 0      | 2       | 0      | 2     |
| 7     | Чехословакия   | 0      | 2       | 0      | 2     |
| 9     | Франция        | 0      | 1       | 1      | 2     |
| 10    | Польша         | 0      | 0       | 1      | 1     |
| Всего | Всего          | 12     | 12      | 12     | 36    |